# Rivetina baetica
Rivetina baetica Rambur, 1839 è una mantide diffusa in Europa meridionale, Medio Oriente e Nord Africa.

## Distribuzione
Spagna, Sicilia, Grecia, Libia, Israele, Afghanistan e Turkestan.

## Tassonomia
Ne sono note 3 sottospecie:
- Rivetina baetica baetica Rambur, 1839 presente nell'Europa sud-occidentale
- R. baetica balcanica Kaltenbach, 1963
- Rivetina baetica tenuidentata La Greca & Lombardo, 1982, diffusa in tutto il Mediterraneo, compresa la Sicilia e ad alcune sue isole satelliti.